# پرچم نواحی شمال غرب
پرچم نواحی شمال غرب در ۳ فوریه ۱۹۶۹ پذیرفته شد.